# Carnoy
Carnoy – miejscowość i dawna gmina we Francji, w regionie Hauts-de-France, w departamencie Somma. W 2016 roku populacja ówczesnej gminy wynosiła 100 mieszkańców. 
W dniu 1 stycznia 2019 roku z połączenia dwóch ówczesnych gmin – Carnoy oraz Mametz – powstała nowa gmina Carnoy-Mametz. Siedzibą gminy została miejscowość Mametz. 